# Kazan Ansat
Il Kazan Ansat è un elicottero multiruolo leggero prodotto dall'azienda russa Kazan Helicopters.

## Sviluppo
Gli elicotteri della Kazan vengono prodotti in Tatarstan, una repubblica federale della Russia. Negli anni '90 l'azienda si rese conto che la Russia aveva bisogno di nuovi velivoli leggeri, poiché la maggior parte della flotta era composta da vecchi Mil Mi-2: il Mi-2 era il più leggero tra gli elicotteri costruiti in grande serie, ma col passare degli anni molti altri elicotteri occidentali si sono succeduti con successo, facendo diventare il Mi-2 obsoleto. Con questo intento la Kazan Helicopter cercò un accordo con Eurocopter per la costruzione di un velivolo basato sull'AS 350 senza riuscirci.
Per queste ragioni nel 1993 la Kazan aprì un suo centro di progettazione per un velivolo; il nome del progetto, e poi dell'elicottero, era Ansat (che significa facile in lingua tartara).
Nel 1998 il primo prototipo completò le prove a terra. Un secondo prototipo si staccò da terra il 17 agosto del 1999, ma il primo volo ufficiale venne effettuato il 6 ottobre dello stesso anno. Tale velivolo era alimentato da due motori Pratt & Whitney Canada PW206. Un terzo prototipo alimentato da un PW207K, con una fusoliera riadattata, effettuò il primo volo di prova nel 2001 e venne certificato nel 2002.
Nel settembre del 2001 l'Ansat-U vinse un bando dell'aeronautica russa per l'acquisizione di un nuovo velivolo destinato alla formazione dei piloti militari. I 20 velivoli dovevano essere alimentati da motori ucraini Motor Sich MS-500V in sostituzione dei Pratt & Whitney. Nel 2010 risultavano operativi 4 apparecchi.
Il modello ha ricevuto la certificazione dall'Interstate Aviation Committee il 28 agosto 2013.
Utilizzato esclusivamente come addestratore o eliambulanza fino al 2016, il primo Ansat destinato al mercato civile è stato consegnato il 28 ottobre dello stesso anno.
Il 29 dicembre 2020 ha volato per la prima volta l'Ansat-M, dotato di verricello, maggiore capacità di combustibile e coda ridisegnata, che è stato certificato il 2 aprile 2021.. Il cliente di lancio sarà Polar Airlines e tutti gli esemplari saranno dotati di moduli sanitari.

## Tecnica
L'Ansat è un elicottero multiruolo in grado di trasportare 1 o 2 piloti e 10 o 9 passeggeri; l'elicottero è disponibile in configurazione passeggeri, merci o elisoccorso.
La cellula è costituita per il 15% da materiali compositi, incrementati al 35% nella versione M, il rotore principale è costituito da 4 pale mentre il rotore di coda da due; i rotori sono mossi da due Pratt & Whitney PW207K da 630 shp ciascuno, che si prevede in futuro possano essere affiancati sugli Ansat-U da nuovi Klimov VK-650V da 650 shp, per i quali le prove sono state avviate nel gennaio 2021. L'elicottero può essere equipaggiato con due galleggianti in prossimità dei pattini che vengono gonfiati in caso di ammaraggio.
Il primo prototipo era dotato di un sistema fly-by-wire ma, a causa di inesperienza tecnologica e della conseguente tempistica prolungata, i comandi di volo vennero affidati a un sistema idromeccanico convenzionale.
In futuro l'Ansat-M riceverà pale del rotore ridisegnate, un nuovo sistema antighiaccio, una nuova avionica e un pilota automatico a tre canali.

## Versioni

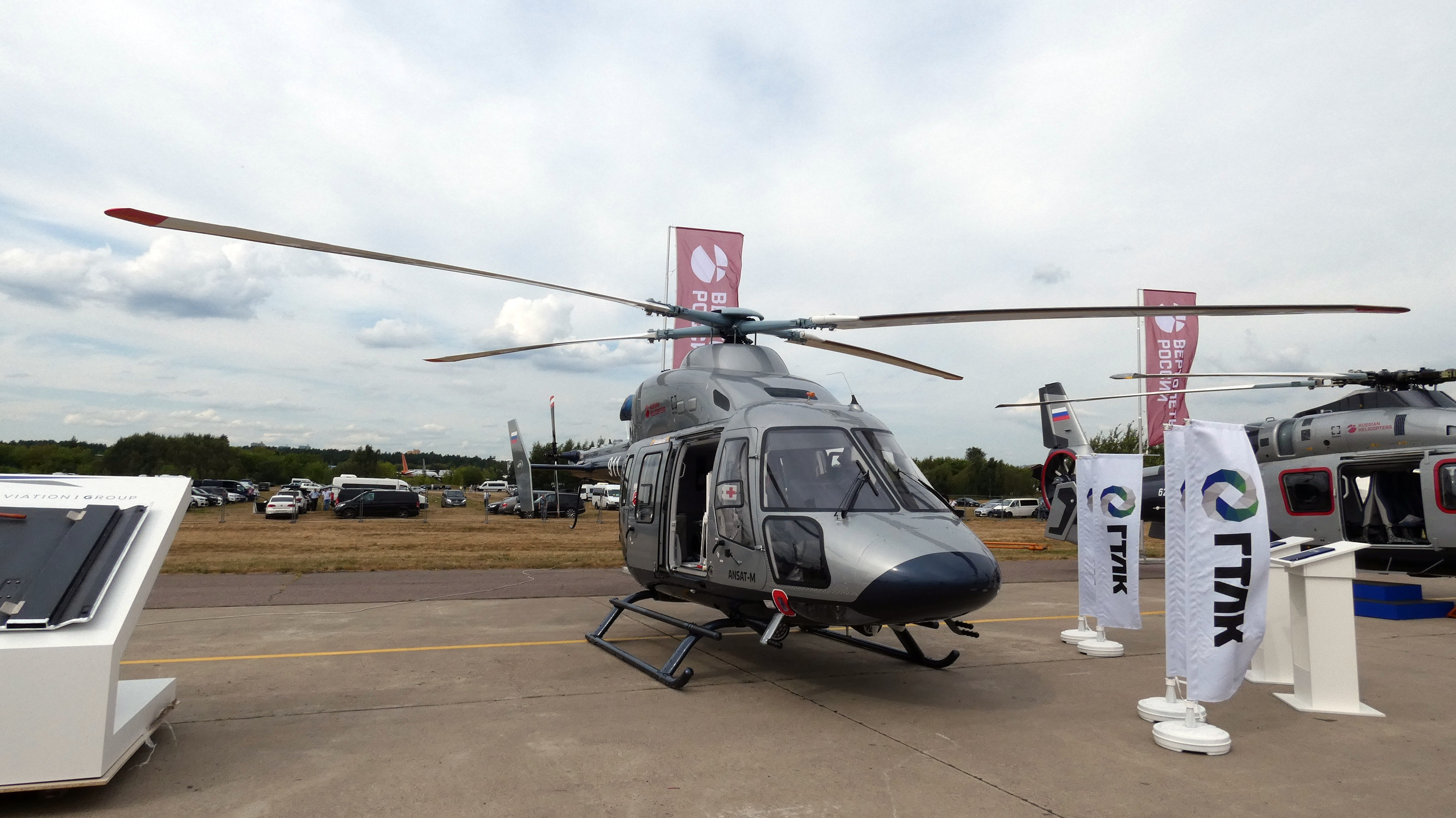
Ansat-M on al MAKS Air Show

- Ansat: versione originale pensata per compiti di trasporto passeggeri e merci, eliambulanza e controllo del territorio
- Ansat-K: versione certificata per il solo trasporto merci
- Ansat-U: versione da addestramento con carrello triciclo in sostituzione dei pattini
- Ansat-LL: laboratorio volante per prove di strumentazioni elettroniche destinate alla marina russa[10]
- Ansat-GMSU: versione eliambulanza certificata nel 2015
- Ansat Aurus: versione VIP con interni derivati dal brand Aurus
- Ansat-M: versione migliorata con autonomia incrementata a 800 km, coda ridisegnata, maggiore impiego di materiali compositi e nuova avionica
- Ansat-2RC: versione da ricognizione presentata nel 2007 dotata di una mitragliatrice Kord da 12,7 mm montata sopra il pattino e di 4 punti di attacco su piloni esterni per missili aria-aria, missili anticarro, razzi non guidati e bombe a caduta libera[11]

## Utilizzatori

### Civili
Messico
- Craft Avia Center[12]

 Russia
- HeliMed[13]
- Polar Airlines
- Rostec
- Russian Helicopter Systems JSC
- Skol Airlines

 Turkmenistan
- International Burn Center[14]

### Governativi
Repubblica Serba
- Ministero degli Affari Interni

3 Ansat ordinati, con il primo consegnato a novembre 2020 ed i successivi due che saranno consegnati rispettivamente nel 2021 e nel 2022.
 Russia
- Ministero delle situazioni di emergenza
- Servizio Nazionale dell'Aviazione Sanitaria[17]

 Zimbabwe
- Governo dello Zimbabwe

1 Ansat consegnato a settembre 2022. Ulteriori 18 esemplari consegnati a maggio 2023.

### Militari
Eritrea
- Eritrean Air Force

2 esemplari ordinati nel 2020
 Russia
- Vozdušno-kosmičeskie sily

50 Ansat in servizio nel 2020

## Galleria d'immagini

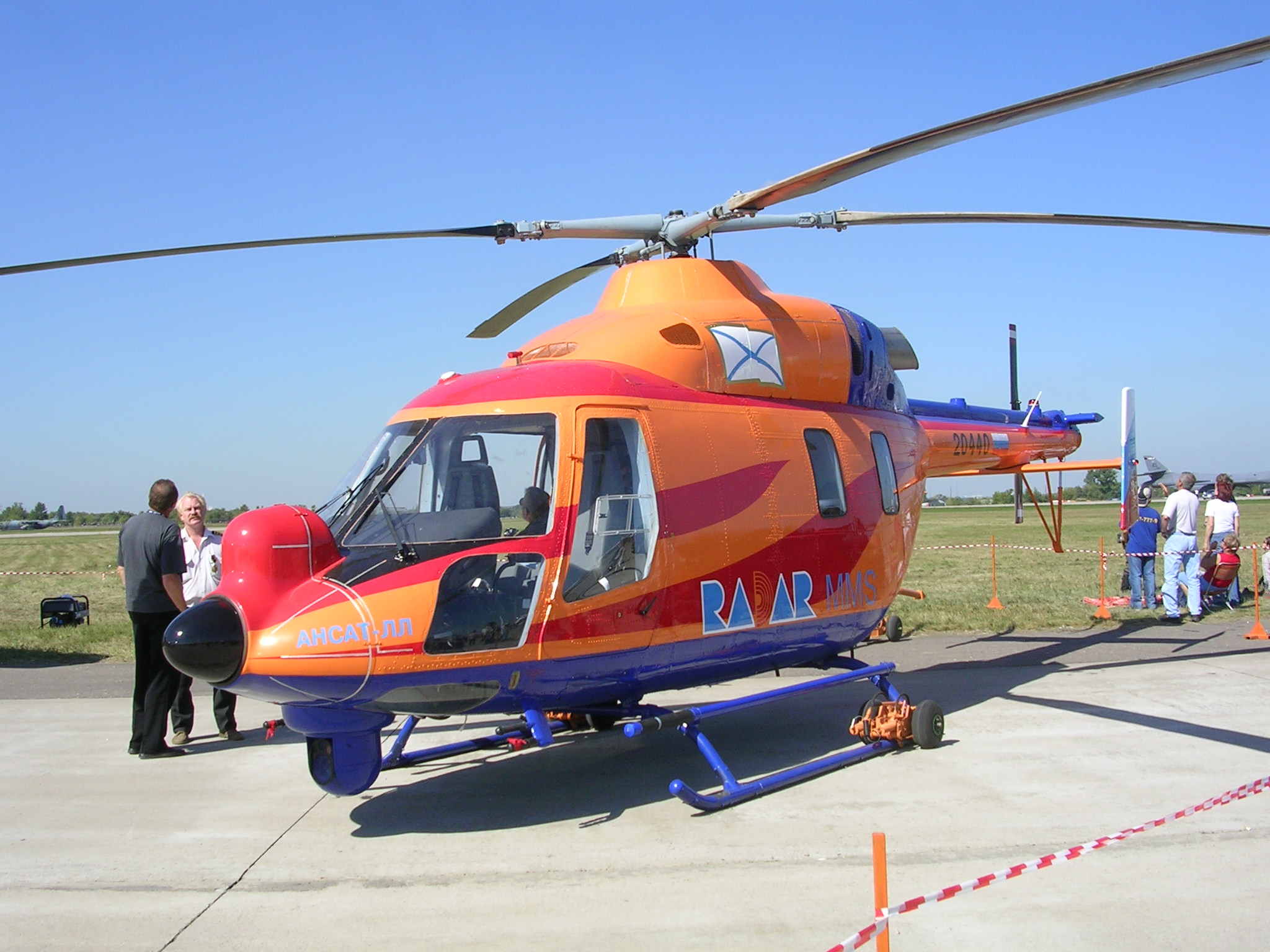
Ansat-LL usato come laboratorio volante
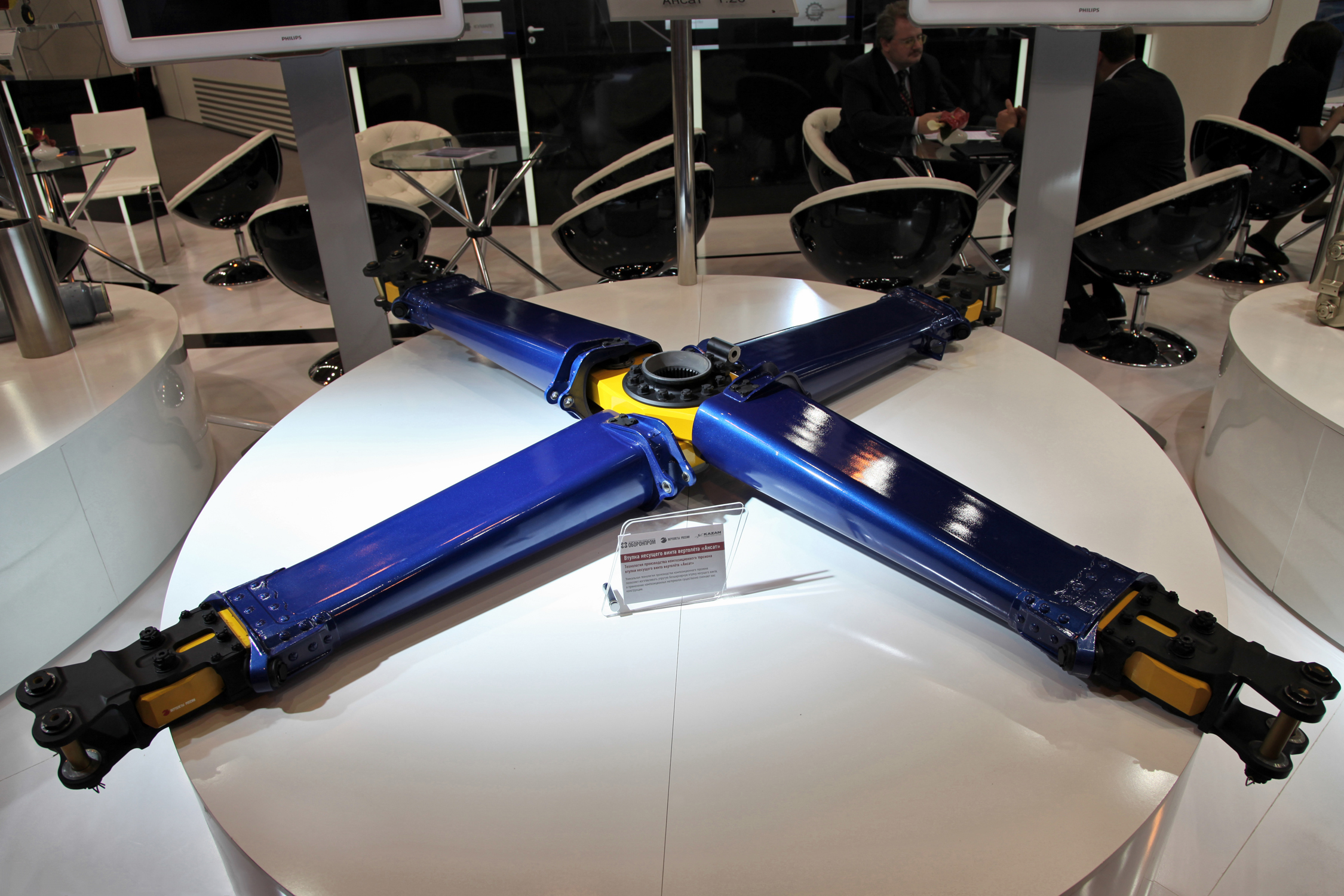
Particolare della testa del rotore dell'Ansat
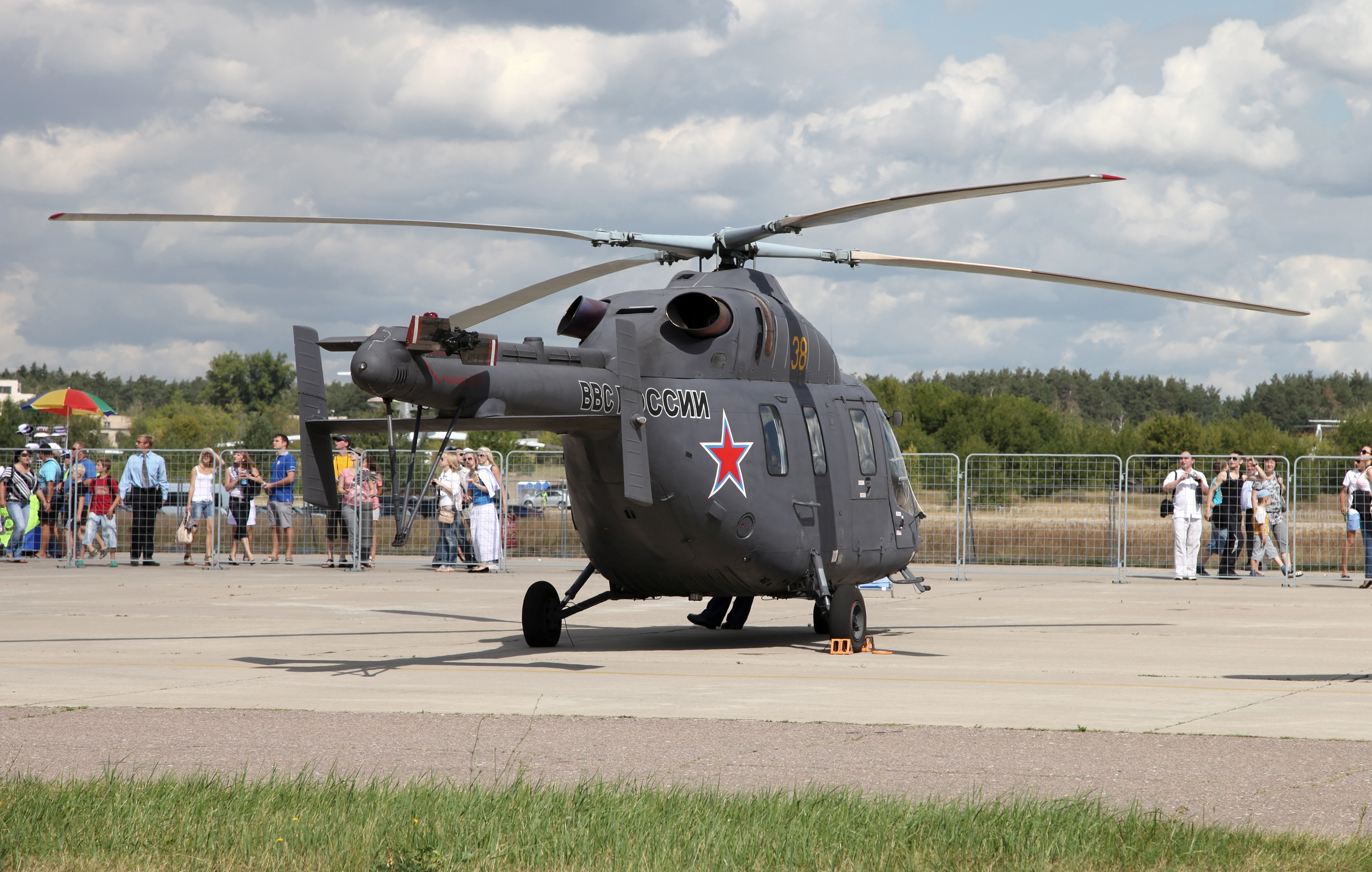
Vista posteriore dell'Ansat
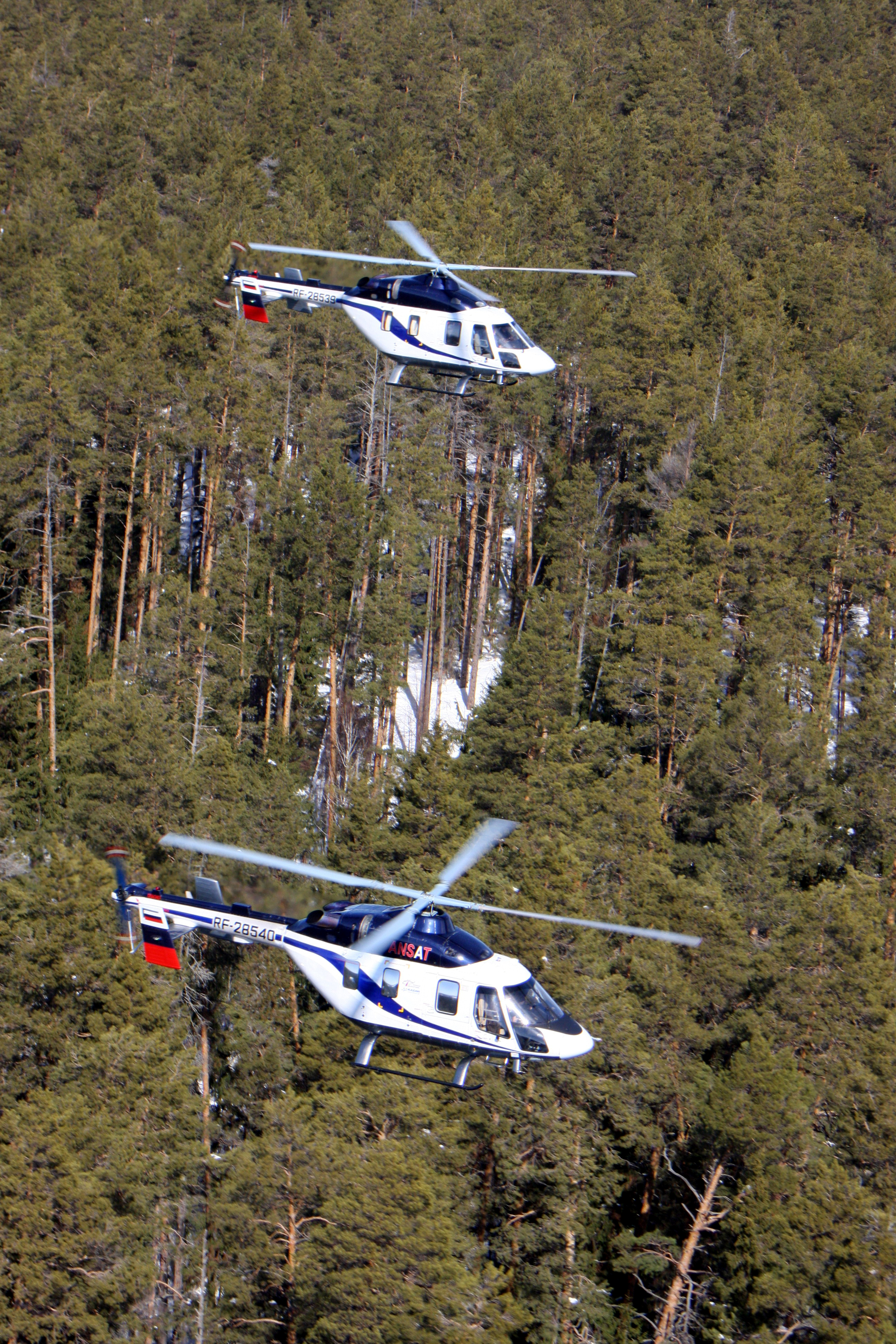
Coppia di Ansat mentre sorvola in formazione una foresta
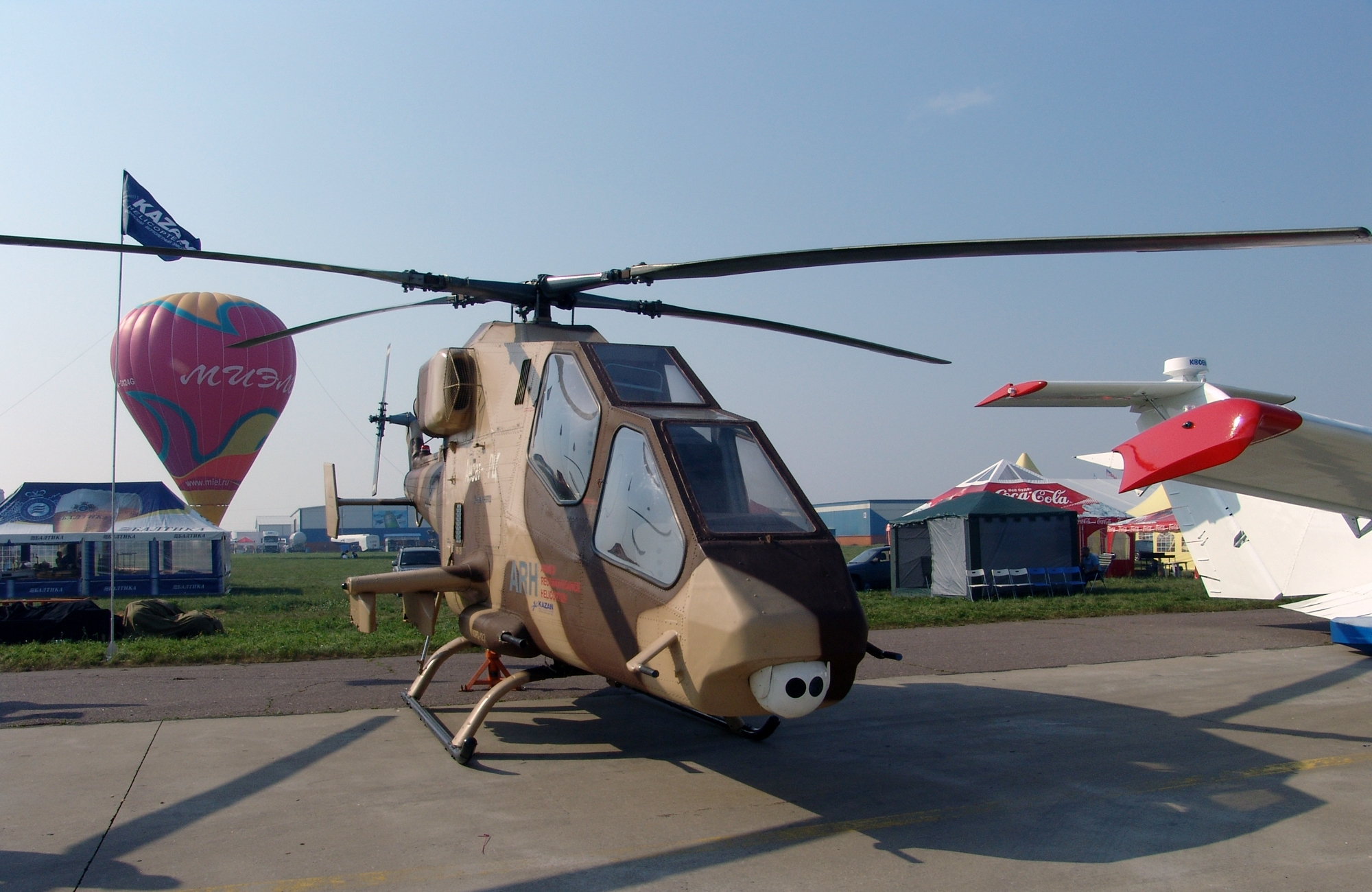
Kazan Ansat-2RC durante il MAKS del 2007

## Elicotteri comparabili
- Mil Mi-2
- PZL Kania

Elicotteri comparabili per ruolo o era:
- Aérospatiale AS 350 Écureuil
- AgustaWestland AW109
- Bell 427
- Bell 429
- Airbus Helicopters H135
- Airbus Helicopters H145
- MD Explorer
- PZL W-3 Sokół